# La Fonda (Sant Joan les Fonts)
La Fonda és una obra de Sant Joan les Fonts (Garrotxa) inclosa a l'Inventari del Patrimoni Arquitectònic de Catalunya.

## Descripció
És un edifici de planta rectangular i teulat a dues aigües. Disposa de planta baixa i pis superior; la primera era utilitzada com a fonda i parada dels cotxes de línia; el pis superior és destinat a habitatge, actualment els baixos es troben una mica desfigurats; les tres obertures estan emmarcades per línies fines fetes amb esgrafiat que imiten els carreus de pedra. El més destacable és el pis superior, presidit per una àmplia tribuna, amb teulat a tres aigües i sostinguda per una sola mènsula. En un costat s'hi troba una finestra rectangular de decorada amb rajoles antigues amb motius florals, destacant els colors grocs i blaus. A l'altre costat de la tribuna veiem dos balcons, sostinguts per una sola mènsula, base semicircular i baranes bombades, amb motius florals en els punts d'unió. Cal destacar la decoració en terra cuita de sota la cornisa amb motius de dents de serra i franges llises.